# Гејтвеј (Аљаска)
Гејтвеј (енгл. Gateway) насељено је место без административног статуса у америчкој савезној држави Аљаска.

## Демографија
По попису из 2010. године број становника је 5.552, што је 2.6 (88,1%) становника више него 2000. године.
| Група             | 2000.         | 2010.         |
| Белци             | 2.570 (87,1%) | 4.625 (83,3%) |
| Афроамериканци    | 21 (0,7%)     | 55 (1,0%)     |
| Азијати           | 27 (0,9%)     | 102 (1,8%)    |
| Хиспаноамериканци | 71 (2,4%)     | 204 (3,7%)    |
| Укупно            | 2.952         | 5.552         |